# Mimosa volubilis
Mimosa volubilis är en ärtväxtart som beskrevs av Villiers. Mimosa volubilis ingår i släktet mimosor, och familjen ärtväxter. Inga underarter finns listade i Catalogue of Life.